# Großkargraben
Der Großkargraben ist ein Bach in den Ammergauer Alpen im Landkreis Garmisch-Partenkirchen in Bayern. Er ist etwa 1,9 Kilometer lang, fließt nordwärts, hat ein Einzugsgebiet von etwa 1,5 Quadratkilometern und mündet etwas westlich der Ettaler Mühle von rechts in die Große Ammer.

## Verlauf
Der Bach entspringt im Ettaler Forst am Notkar, dem Kar zwischen dem Ostgrat und dem Nordgrat der Notkarspitze, auf einer Höhe von 1542 m ü. NHN. Er fließt im Wesentlichen nach Norden durch die Großkaralm, von der er seinen Namen hat. Auf einer Höhe von 958 m ü. NHN führt ihm von links ein Bach, der sein größter Zufluss ist, das Wasser aus einem Nebenkar zu. Der Großkargraben fließt weiter nach Norden und mündet an der Grenze zu der Gemeinde Ettal zwischen den Ortsteilen Graswang und Ettal auf einer Höhe von 846 m ü. NHN von rechts in die Große Ammer. Damit ist er der erste rechte Zufluss der Großen Ammer flussabwärts der Großen Ammerquellen.